# Mika Järvinen
Mika Järvinen (ur. 15 listopada 1988 w Hattula) – fiński hokeista, reprezentant Finlandii.

## Kariera
- HPK U18 (2003-2005)
- KalPa U18 (2005-2006)
- KalPa U20 (2005-2009)
- Suomi U20 (2006, 2007)
- KalPa (2007-2010)
- Jokerit (2010-2011)
- HPK (2010-2012)
  -  LeKi (2011)
- Amur Chabarowsk (2013-2014)
- Kassel Huskies (2014-2015)
- Sport (2015-2019)
- AIK (2019-2020)
- Jukurit (2020-)

Wychowanek i do 2013 zawodnik klubu HPK. Po zakończeniu sezonu SM-liiga (2012/2013) podpisał roczny kontrakt z rosyjskim klubem Amur Chabarowsk, występującym w rozgrywkach KHL. Od września 2014 zawodnik Kassel Huskies. W kwietniu 2015 został graczem. W styczniu 2017 przedłużył kontrakt o rok. W grudniu 2019 został wypożyczony do szwedzkiego AIK. W połowie 2020 został zawodnikiem Jukurit.

## Sukcesy
Klubowe
- Brązowy medal mistrzostw Finlandii: 2009 z KalPa
- Drugie miejsce w European Trophy: 2011 z Jokeritem

Indywidualne
- SM-liiga (2008/2009):
  - Strzelec gola w meczu KalPa-Lukko (4 grudnia 2008)[8][9]
- SM-liiga (2009/2010):
  - Pierwsze miejsce w klasyfikacji średniej goli straconej na mecz: 1,97
- DEL2 (2014/2015):
  - Najlepszy bramkarz sezonu
  - Najlepszy zawodnik sezonu